# Acanthodelta dmoe
Acanthodelta dmoe là một loài bướm đêm trong họ Noctuidae.